# Terradelles (la Nou de Berguedà)
Terradelles és una masia del municipi de la Nou de Berguedà (Berguedà) inclosa en l'Inventari del Patrimoni Arquitectònic de Catalunya.

## Descripció
Masia de planta rectangular amb coberta a dues vessants i amb el carener perpendicular a la façana, que està orientada a migdia. A l'entorn de la casa hi ha adossades les pallisses i corrals formant un petita era. És un construcció senzilla característica de les zones de muntanya de la comarca, amb murs pobres de maçoneria sense arrebossar i petites finestres amb llindes de fusta.

## Història
La masia està documentada des del segle xvi. S'esmenta en el Fogatge de l'any 1553 ("Domengo Duran sta al Mas Terradelles") dins del terme parroquial de Sant Martí de la Nou i dins dels límits jurisdiccionals del Monestir de Santa Maria de Ripoll. Els pagesos de la casa reconeixien ésser vassalls de l'abat de Ripoll i com a tals pagaven els censos anuals. L'any 1748 conreava les terres del mas Terradelles Francesc Barniol de la Parròquia de Sant Vicenç de Castell de l'Areny.